# Экономика Древнего Рима

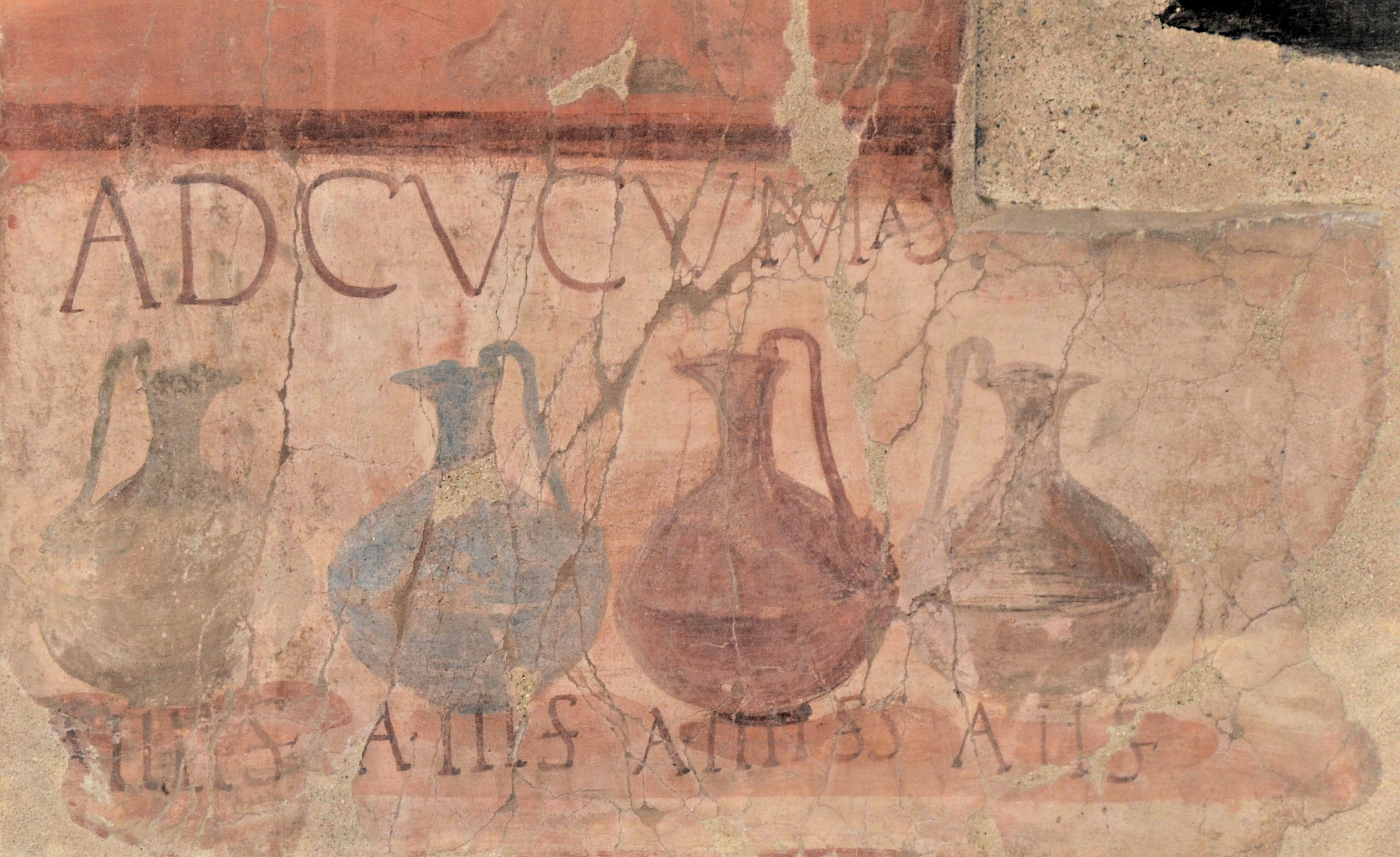
Реклама вина в Геркулануме

Экономика Древнего Рима — система экономических отношений, развивалась в эпоху царского периода, Римской республики и имперского Рима. Основой было сельское хозяйство и скотоводство, в меньшей степени торговля, финансы, добыча металлов, ремесленничество.
Большинство населения Древнего Рима занималось земледелием. Наряду с рабовладельческими виллами и латифундиями существовали хозяйства свободных земледельцев (сельского плебса), которые обрабатывали свои небольшие земельные участки собственными силами и с помощью 1—2 рабов. Труд рабов использовался во всех сферах — в сельском и домашнем хозяйствах, в ремесленных мастерских, в горном деле, в строительстве. При этом в горном деле, строительстве, каменоломнях и глиняных карьерах труд рабов доминировал, но в целом в ремесленном производстве преобладал свободный труд. По мере специализации ремесла и сельского хозяйства устанавливались рыночные отношения между городом и деревней. Была развита и внешняя морская торговля. Развитие товарно-денежных отношений привело к тому, что в Древнем Риме процветало ростовщичество. Появились банкиры (аргентарии), которые занимались сложными финансовыми операциями.

## История
В начале железного века (IX в. до н. э.) экономика народов центральной Италии базировалась почти исключительно на продуктах скотоводства и земледелия. Это была натуральная экономика: производство было для семейного или собственного потребления племени. Рим развился благодаря своему расположению на торговом пути между этрусскими городами и греческими колониями Кампании по маршруту Север-Юг. Именно на этом пересечении реки Тибр было выгодное расположение, поскольку здесь сначала купцы останавливались, а потом торговали между собой. К тому же холмы Рима были покрыты лесами, где было много дичи, ягод и источников питьевой воды. Поэтому уже в экономике царского Рима торговля сыграла ключевую роль.
Экономика республиканской эпохи Древнего Рима (с V до I века до н. э.) преимущественно основывалась на производстве и распределении сельскохозяйственной продукции (значительная часть производства была направлено на собственное потребление). Класс аристократов (патрициев), который в то время отвечал богатом социальному классу, состоял в основном из крупных землевладельцев, которые лично следили за управлением хозяйств (виллами). Только в эпоху поздней республики социальный класс торговцев, ремесленников и финансистов, выходцы которого были из сословия всадников или вольноотпущенников, приобрел значительный вес.
В первые два века Римской империи развитие экономики в значительной мере основывалось на военных завоеваниях, которые обеспечивали распределение земли легионерам или состоятельным сенаторам, а также товарами и рабами. Но на самом деле экономика находилась в состоянии застоя, а позже завершилось упадком сельскохозяйственного производства и сокращением крупных торговых потоков с окончанием фазы крупных завоевательных войн (II в. н. э.). В конце концов, Римская империя, с одной стороны, оказалась неспособной достичь  экономического развития, не зависящего от завоеваний, и решить проблему увеличения государственных расходов, прежде всего на войско и аппарат чиновников. Серьезный кризис постепенно привел ее к экономическому упадку. Дело довершили вторжения германских и других племен.

## Население

Города римского мира в имперский период.

Демографическое состояние царского периода оценить довольно трудно. Вероятно в этот период население составляло от 2 до 10 тыс. человек. Также мало сведений о республиканском периоде.
Оценки населения Римской империи колеблются от 60-70 млн. до 100 млн. человек. Войны с Парфией и маркоманами, затем внутренние войны, потеря нескольких провинций, наиболее крупными из которых были три достаточно плотно населении дакийские, эпидемии 250-270 годов уменьшило население империи до около от 50-80 млн.
Крупнейшими города и экономическими центрами соответственно были Рим (1-1,5  млн. человек), Александрия Египетская (0,5-1 млн.), Новый Рим (0,5 млн.), Антиохия (400 тыс. человек), Карфаген (ок. 300 тыс. человек), Лептис-Магна и Аквилея (по 100 тыс. человек ) Немаусе и Капуя (по 70 тыс. человек), Августа Треверорум, Коринф и Медиолан (по 50 тыс.)
По стандартам древнего мира Римская империя была сильно урбанизирована.
Хотя римские городские центры по своей планировке были в целом подобны греческим городам, их количество и размер существенно различались.
Согласно недавней работе в имперский период в римском мире насчитывалось около 1400 поселений городского типа. Во времена наивысшего расцвета в Риме проживало около миллиона человек, чему не было равных в Европе до XIX века. В Рим, как в столицу, стекались налоги со всей империи, что ставило его в экономически выгодное положение. В других крупных городах империи (Александрия, Антиохия, Карфаген, Эфес, Салоны и др.) население составляло в лучшем случае несколько сотен тысяч человек. Из оставшихся городов большинство были довольно небольшими, обычно с населением всего 10-15 тыс. человек. Общая численность городского населения империи оценивается примерно в 14 млн человек (при использовании порога городского населения в 5000 человек), что указывает на уровень урбанизации не менее 25-30 %, что согласуется с традиционными оценками для общей численности городского населения, сопоставимыми с показателями XIX века.

### Горное дело

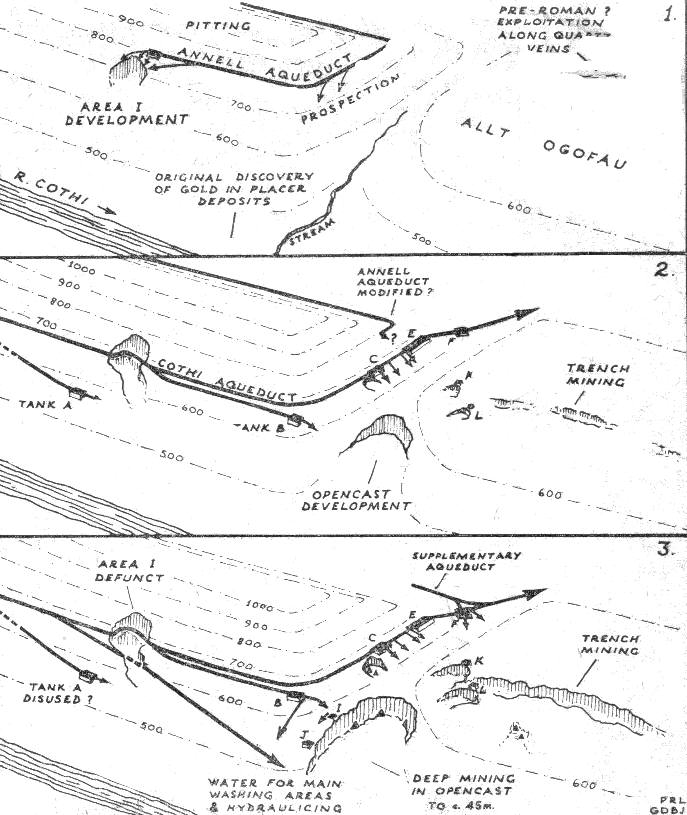
Схема гидравлической добычи руды

Изобретение (II в. до н. э.) и широкое применение техники гидравлической добычи руды, когда водное течение раскрывало (открывало) горную жилу, способствовало расширению горных работ и добычи металлов почти в промышленных масштабах. Согласно Плинию Старшему ежегодно добывалось 82500 т железа, 15 тыс. т меди, 80 тыс. т свинца, 200 т серебра, 9 т золота. Серебро и золото сначала преимущественно добывались в Астурии, Галисии и Лузитании. Во II в. было открыто золотой прииск в землях Силур (современный Кармартеншир, Уэльс).
В качестве топлива в металлургии использовалось дерево и каменный уголь. Увеличение потребностей привело с конца II в. н. э. к широкой эксплуатации рудников каменного угля в Римской Британии, а битуминозных углей - в Верхней Германии, последнее использовалось прежде всего для плавления железных руд.

## Торговля
Древние римляне активно занимались торговлей. Миллионный Рим являлся главным потребителем товаров и услуг в империи, поэтому основные торговые маршруты Средиземноморья вели из провинций в столицу. Однако современные знания о древнеримской торговле крайне фрагментарны. Поскольку большая часть продаваемых товаров была сельскохозяйственной, она практически не оставила прямых археологических свидетельств.

## Историография
Изучаться активно начала сравнительно недавно. Решительный поворот к экономической истории произошёл в антиковедении лишь в конце XIX века.
Как отмечает А.В. Махлаюк, в 2000-е гг. новая институциональная экономика становится основной теоретической моделью для обобщающих трудов и многих конкретных исследований по экономической истории Рима.
По мнению Махлаюка, ныне можно говорить о начале пост-финлианской эры в изучении античной экономики, об определенном преодолении противоположности «примитивистских» (субстантивистских) и модернистских («формалистских») концепций.